# Кадині
Кадині (ест. Kadõni) — село в Естонії, входить до складу волості Риуге, повіту Вирумаа.